# Bataille de Fort Bull
Guerre de Sept Ans
Batailles
- Minorque (navale) (1756)
- Pirna (1756)
- Lobositz (1756)
- Reichenberg (1757)
- Prague (1757)
- Kolin (1757)
- Hastenbeck (1757)
- Gross-Jägersdorf (1757)
- Moys (1757)
- Rochefort (1757)
- Rossbach (1757)
- Breslau (1757)
- Leuthen (1757)
- Carthagène (navale) (1758)
- Olomouc (1758)
- Saint-Malo (1758)
- Rheinberg (1758)
- Krefeld (1758)
- Domstadl (1758)
- Cherbourg (1758)
- Zorndorf (1758)
- Saint-Cast (1758)
- Tornow (1758)
- Lutzelberg (1758)
- Hochkirch (1758)
- Bergen (1759)
- Kay (1759)
- Minden (1759)
- Kunersdorf (1759)
- Neuwarp (navale) (1759)
- Hoyerswerda (1759)
- Baie de Quiberon (navale) (1759)
- Maxen (1759)
- Meissen (1759)
- Glatz (1760)
- Landshut (1760)
- Corbach (1760)
- Emsdorf (1760)
- Dresde (1760)
- Warburg (1760)
- Liegnitz (1760)
- Rhadern (1760)
- Berlin (1760)
- Kloster Kampen (1760)
- Torgau (1760)
- Belle-Île (1761)
- Langensalza (1761)
- Cassel (1761)
- Grünberg (1761)
- Villinghausen (1761)
- Ölper (1761)
- Kolberg (1761)
- Wilhelmsthal (1762)
- Burkersdorf (1762)
- Lutterberg (1762)
- Reichenbach (1762)
- Almeida (1762)
- Valencia de Alcántara (1762)
- Nauheim (1762)
- Vila Velha de Ródão (1762)
- Cassel (1762)
- Freiberg (1762)

- Jumonville Glen (1754)
- Fort Necessity (1754)
- Fort Beauséjour (1755)
- 8 juin 1755
- Monongahela (1755)
- Petitcoudiac (1755)
- Lac George (1755)
- Fort Bull (1756)
- Fort Oswego (1756)
- Kittanning (1756)
- En raquettes (1757)
- Pointe du Jour du Sabbat (1757)
- Fort William Henry (1757)
- German Flatts (1757)
- Lac Saint-Sacrement (1758)
- Louisbourg (1758)
- Le Cran (1758)
- Fort Carillon (1758)
- Fort Frontenac (1758)
- Fort Duquesne (1758)
- Fort Ligonier (1758)
- Québec (1759)
- Fort Niagara (1759)
- Beauport (1759)
- Plaines d'Abraham (1759)
- Sainte-Foy (1760)
- Neuville (1760)
- Ristigouche (navale) (1760)
- Mille-Îles (1760)
- Signal Hill (1762)

- Cap-Français (1757)
- Martinique (1759)
- Guadeloupe (1759)
- Dominique (1761)
- Martinique (1762)
- Cuba (1762)

- Chandernagor (1757)
- Plassey (1757)
- Gondelour (1758)
- Négapatam (navale) (1758)
- Condore (1758)
- Madras (1758)
- Pondichéry (navale) (1759)
- Masulipatam (1759)
- Chinsurah (1758)
- Wandiwash (1760)
- Pondichéry (1760-1761)
- Manille (1762)

- Saint-Louis (1758)
- Gorée (1758)
- Gambie

La bataille de fort Bull fut une incursion française sur le fort Bull possédé par les Britanniques, du théâtre nord-américain de la guerre de Sept Ans. Elle eut lieu le 27 mars 1756 à Rome, New York. Les forces, composées de troupes des Compagnies franches de la marine, de la milice canadienne et d'alliés indiens, commandés par Gaspard-Joseph Chaussegros de Léry, ont pris et détruit le fort. Ils ne sont pas restés sur place et le fort a été reconstruit quelques semaines plus tard sous le nom de fort Wood Creek.

## Contexte
Après l'échec des plans agressifs de campagne britannique en 1755 contre le fort Duquesne, et de la déportation des Acadiens, une chaîne de forts le long de la rivière Mohawk et jusqu'au lac Ontario furent construits durant l'hiver 1755-1756. La plus grande garnison était à gauche à fort Oswego, à la fin de la chaîne, qui dépendait des autres pour ses approvisionnements. Deux forts occupant les extrémités du portage Oneida, (Oneida Carry) (présentement Rome (New York)) étaient un des éléments clés de cette chaîne d'approvisionnement. Le fort Williams, sur la Mohawk, était le plus grand des deux forts, tandis que le fort Bull, à plusieurs kilomètres au nord de fort Williams sur la rivière Wood Creek, était plus petit avec une palissade entourant des entrepôts. Le fort Bull était occupé par 25 soldats du 50th régiment Shirley et 34 menuisiers, bateliers et charretiers et trois femmes, sous William Bull, et le fort gardait de grandes quantités de fournitures militaires, y compris de la poudre et des munitions, destinées à être utilisées au cours de la campagne de 1756. Ce que justement Pierre de Rigaud de Vaudreuil, gouverneur général de la Nouvelle-France craignait.
Au début de 1756, celui-ci décida d'envoyer une expédition pour attaquer la ligne d'approvisionnement d'Oswego. Le 12 mars, une compagnie d'hommes quitta le fort de La Présentation, qui était sous le commandement du capitaine Claude-Nicolas de Lorimier de La Rivière. La troupe commença une marche vers le lieu de portage de Oneida Carry. Sous le commandement du lieutenant Gaspard-Joseph Chaussegros de Léry, un seigneur né au Canada, la force se composait de 84 soldats des troupes de la Marine, de 111 miliciens canadiens et de 110 Amérindiens, pour la plupart des Iroquois du Canada dont leur chef Collière sera tué lors de l'assaut, trois Abénaquis, 11 Népissingues (Le livre de Peter MacLeon ne mentionne pas de Hurons). Après près de deux semaines de voyage difficile en hiver, ils sont arrivés près de Carry le 24 mars.

## La bataille
Beaucoup d'Indiens, 3 Abénaquis, 11 Népissingues et 56 Iroquois du Canada refusent de participer à l'assaut du fort, mais ils resteront sur le chemin du Portage pour garder les prisonniers et surveiller la garnison du fort William.
Au matin du 27 mars, les hommes de Léry capturent douze Britanniques près du fort Bull, tandis que d'autres échappent à la capture et courent vers le fort William Henry. Apprenant des prisonniers que les défenses du fort Bull étaient minimes, il fut décidé d'attaquer immédiatement. Il est 11 heures. Comme les Français n'avaient pas de canon, la seule possibilité était de tenter un assaut du fort par surprise et les portes du fort sont grandes ouvertes; les Français réussissent à s'approcher à 300 mètres de l'entrée, mais certains Indiens ne respectent pas l'ordre de silence (comme durant l'attaque de Jean-Armand Dieskau), quelques mois plus tôt à la bataille du lac George et l'alerte est donnée. Les défenseurs du fort Bull réussissent à fermer la porte juste avant que la force française soit arrivée au pied du fort. Les assaillants ont réussi à tirer à travers les meurtrières des murs du fort pour occuper la garnison, qui répondait en lançant des pierres et des grenades par-dessus les murs. Après plusieurs demandes, la garnison refusait obstinément de se rendre, c'est alors que des haches furent utilisées contre les portes, et les attaquants ont fait irruption dans le fort. Presque tous les défenseurs furent tués et scalpés, selon un rapport de Sir William Johnson, qui a inspecté le carnage quand il est finalement arrivé à la tête d'une colonne de secours. Sur les 62 personnes dans le fort, il n'y a que cinq survivants, soit 3 soldats, un menuisier et Ann Bowman. Les hommes de Léry mirent le feu à l'établissement, qui comprenait 45 000 livres de poudre noire. La conflagration détruisit le fort en bois.

## Les conséquences
Une nouvelle palissade de bois en forme d'étoile avec quatre bâtiments intérieurs fut construite en mai-août 1756 comme le fort Wood Creek. Le fort Wood Creek fut détruit par les Britanniques en août 1756 sur ordre de Daniel Webb (général) qui a craint une possible attaque franco-indienne, lorsque des rapports d'une autre force française ont été reçus. Léry fut promu au grade de capitaine pour son succès. La perte des approvisionnements à fort Bull a effectivement ruiné tous les plans britanniques pour des campagnes militaires contre les forts français sur le lac Ontario, et peut avoir contribué à la capture française du fort Oswego en août 1756.